# Лошанков Євген Іванович
Євген Іванович Лошанков (біл. Яўген Лашанкоў, нар. 2 січня 1979, Мінськ) — білоруський футболіст, півзахисник клубу «Торпедо-БелАЗ».
Насамперед відомий виступами за клуби БАТЕ та «Чорноморець», а також національну збірну Білорусі.

## Клубна кар'єра
У дорослому футболі дебютував 1997 року виступами за команду клубу БАТЕ. Того сезону провів 8 матчів, після чого на умовах оренди приєднався до столичної команди «Смєна» (Мінськ).
Своєю грою за останню команду знову привернув увагу представників тренерського штабу клубу БАТЕ, до складу якого повернувся з оренди 1998 року. Цього разу відіграв за команду з Борисова наступні шість сезонів своєї ігрової кар'єри. Більшість часу, проведеного у складі БАТЕ, був основним гравцем команди.
2004 року уклав контракт з клубом «Чорноморець», у складі якого провів наступні два роки своєї кар'єри гравця. 
Згодом з 2007 по 2012 рік грав у складі команд клубів «Харків», «Граніт» (Мікашевичі), «Мінськ» та «Білшина».
До складу клубу «Торпедо-БелАЗ» приєднався 2012 року. Наразі встиг відіграти за жодінських «автозаводців» 2 матчі в національному чемпіонаті.

## Виступи за збірні
Залучався до складу молодіжної збірної Білорусі. На молодіжному рівні зіграв у 15 офіційних матчах, забив 1 гол.
2005 року дебютував в офіційних матчах у складі національної збірної Білорусі. Провів у формі головної команди країни лише один матч.
| Дата       | Місто  | Господарі | Результат | Гості    | Турнір            | Голи | Примітки |
| ---------- | ------ | --------- | --------- | -------- | ----------------- | ---- | -------- |
| 12/10/2005 | Мінськ | Білорусь  | 0 – 1     | Норвегія | Відбір до ЧС 2006 | -    |          |
| Усього     |        | Матчів    | 1         |          | Голів             | 0    |          |